# 钟家庆数学奖
钟家庆数学奖设立于1987年。

## 历史
中国数学界有关人士和一些在美华裔人士成立钟家庆基金并设立该奖项，用于表彰与奖励最优秀的数学专业的硕士研究生、博士研究生。该奖项是为了纪念中年去世的中国数学家、首届陈省身数学奖得主钟家庆。该奖自1989年开始首次颁发，自第七届开始，分为博士奖和硕士奖。该奖同陈省身数学奖、华罗庚数学奖并称为中国三大数学奖。

## 历届获奖者
| 届次     | 年份       | 获奖者  | 所属单位                       |
| -------- | ---------- | ------- | ------------------------------ |
| 第一届   | 1989年5月  | 刘克峰  | 中国科学院数学研究所           |
| 第一届   | 1989年5月  | 夏琪    | 复旦大学                       |
| 第一届   | 1989年5月  | 翁林    | 华东师范大学                   |
| 第一届   | 1989年5月  | 宋斌恒  | 清华大学                       |
| 第二届   | 1990年11月 | 周向宇  | 中国科学院数学研究所           |
| 第二届   | 1990年11月 | 邵启满  | 杭州大学                       |
| 第二届   | 1990年11月 | 余保真  | 北京大学                       |
| 第二届   | 1990年11月 | 丁津泰  | 中国科学技术大学               |
| 第二届   | 1990年11月 | 陆志勤  | 上海交通大学                   |
| 第三届   | 1992年3月  | 朱力行  | 中国科学院应用数学研究所       |
| 第三届   | 1992年3月  | 陈永高  | 中国科学院数学研究所           |
| 第三届   | 1992年3月  | 谈胜利  | 华东师范大学                   |
| 第四届   | 1995年     | 王跃飞  | 中国科学院数学研究所           |
| 第四届   | 1995年     | 王凤雨  | 北京师范大学                   |
| 第五届   | 1998年11月 | 戴彧虹  | 中国科学院计算数学研究所       |
| 第五届   | 1998年11月 | 刘先仿  | 华东师范大学                   |
| 第五届   | 1998年11月 | 刘春根  | 南开大学                       |
| 第五届   | 1998年11月 | 王启华  | 北京大学                       |
| 第五届   | 1998年11月 | 王晓峰  | 清华大学                       |
| 第六届   | 2000年11月 | 甘少波  | 北京大学                       |
| 第六届   | 2000年11月 | 孙文昌  | 南开大学                       |
| 第六届   | 2000年11月 | 许学军  | 中国科学院数学与系统科学研究院 |
| 第六届   | 2000年11月 | 邹文明  | 清华大学                       |
| 第六届   | 2000年11月 | 赵振刚  | 首都师范大学                   |
| 第七届   | 2005年7月  | 范淑琴  | 清华大学数学系                 |
| 第七届   | 2005年7月  | 关庆扬  | 中国科学院数学与系统科学研究院 |
| 第七届   | 2005年7月  | 梁兴    | 中国科学技术大学数学系         |
| 第七届   | 2005年7月  | 明平兵  | 中国科学院数学与系统科学研究院 |
| 第七届   | 2005年7月  | 张端智  | 天津南开大学数学研究所         |
| 第七届   | 2005年7月  | 蒋达权  | 北京大学数学科学学院           |
| 第七届   | 2005年7月  | 李明    | 北京大学数学科学学院           |
| 第七届   | 2005年7月  | 周勇    | 华东师范大学数学系             |
| 第七届   | 2005年7月  | 韩飞*   | 南开大学数学研究所             |
| 第七届   | 2005年7月  | 刘华宁* | 陕西西北大学数学系             |
| 第八届   | 2007年11月 | 邸亚娜  | 中国科学院数学与系统科学研究院 |
| 第八届   | 2007年11月 | 段仁军  | 香港城市大学数学系             |
| 第八届   | 2007年11月 | 邵井海  | 北京师范大学数学科学学院       |
| 第八届   | 2007年11月 | 王嵬    | 南开大学陈省身数学研究所       |
| 第八届   | 2007年11月 | 王勇    | 东北师范大学数学与统计学院     |
| 第八届   | 2007年11月 | 王源华  | 总参谋部第五十八研究所         |
| 第八届   | 2007年11月 | 徐浩    | 浙江大学数学科学研究中心       |
| 第八届   | 2007年11月 | 郑浩    | 广州中山大学                   |
| 第九届   | 2009年4月  | 袁巍    | 中国科学院数学与系统科学研究院 |
| 第九届   | 2009年4月  | 尹万科  | 武汉大学数学与统计学院         |
| 第九届   | 2009年4月  | 葛颢    | 复旦大学数学科学学院           |
| 第九届   | 2009年4月  | 金春花  | 吉林大学数学学院               |
| 第十届   | 2011年11月 | 桂贵龙  | 江苏大学数学学院               |
| 第十届   | 2011年11月 | 葛建全  | 北京师范大学数学科学学院       |
| 第十届   | 2011年11月 | 邹长亮  | 南开大学数学科学学院           |
| 第十届   | 2011年11月 | 倪翔*   | 南开大学陈省身数学研究所       |
| 第十一届 | 2013年10月 | 王克磊  | 中国科学院武汉物理与数学研究所 |
| 第十一届 | 2013年10月 | 吕琦    | 电子科技大学数学科学学院       |
| 第十一届 | 2013年10月 | 常晋源  | 北京大学光华管理学院           |
| 第十一届 | 2013年10月 | 赵旭鹰  | 中国科学院数学与系统科学研究院 |
| 第十二届 | 2015年11月 | 丁琪    | 复旦大学                       |
| 第十二届 | 2015年11月 | 曲鹏    | 复旦大学                       |
| 第十二届 | 2015年11月 | 徐甜    | 天津大学                       |
| 第十二届 | 2015年11月 | 周泽    | 湖南大学                       |
| 第十三届 | 2017年10月 | 樊玉伟  | 斯坦福大学                     |
| 第十三届 | 2017年10月 | 张蕊    | 首都师范大学                   |
| 第十三届 | 2017年10月 | 周岭    | 西南财经大学、密西根大学       |
| 第十三届 | 2017年10月 | 周青龙  | 浙江大学                       |
| 第十四届 | 2019年11月 | 崔春风  | 加利福尼亚大学圣塔芭芭拉分校   |
| 第十四届 | 2019年11月 | 邱国寰  | 中国科学技术大学               |
| 第十四届 | 2019年11月 | 吴开亮  | 俄亥俄州立大学                 |
| 第十四届 | 2019年11月 | 解龙杰  | 江苏师范大学                   |
| 第十五届 | 2021年10月 | 曹培根  |                                |
| 第十五届 | 2021年10月 | 陈洪葛  |                                |
| 第十五届 | 2021年10月 | 崔素平  |                                |
| 第十五届 | 2021年10月 | 高斌    |                                |

- 从第七届开始，名字后*为硕士奖，其他皆为博士奖。[4]